# Ágcsernyői Tisza-híd
Az ágcsernyői Tisza-híd egy tervezett híd a Tisza fölött magyarország és a szlovákiai Ágcsernyő között.

## Története
2025 májusában miniszterelnöki szintű megállapodás született Magyarország és Szlovákia között a határátkelési lehetőségek bővítéséről, ezen belül többek között az ágcsernyői Tisza-híd megtervezéséről.